# Groszek pannoński
Groszek pannoński (Lathyrus pannonicus (Jacq.) Garcke) – gatunek rośliny z rodziny bobowatych. Pochodzi z Azji i Europy. W Polsce jest bardzo rzadki, występuje tylko we wschodniej części i nad Nidą jako gatunek zawlekany i efemerofit.

## Morfologia
ŁodygaNaga, do 50 cm wysokości.
LiścieOgonek liściowy i oś liścia oskrzydlone. Liść złożony z 2-4 par listków. Listki długie, wąskie (2-4 mm szerokości), równowąskie, sztywne. Przylistki wąskolancetowate.
KwiatyKremowe, ok. 15 mm długości.

## Biologia i ekologia
Bylina. Rośnie głównie w murawach kserotermicznych. Kwitnie w maju, owoce dojrzewają w lipcu. Gatunek charakterystyczny związku Geranion sanguinei.

## Zmienność
Gatunek zróżnicowany na kilka podgatunków:
- Lathyrus pannonicus subsp. asphodeloides (Gouan) Bassler
- Lathyrus pannonicus subsp. collinus (J.Ortmann) Soo
- Lathyrus pannonicus subsp. hispanicus (Lacaita) Bassler
- Lathyrus pannonicus subsp. multijugus (Ledeb.) Bassler
- Lathyrus pannonicus subsp. pannonicus (Jacq.) Garcke
- Lathyrus pannonicus subsp. varius (Hill) P.W.Ball

## Zagrożenia i ochrona
Kategorie zagrożenia gatunku:
- Kategoria zagrożenia w Polsce według Czerwonej listy roślin i grzybów Polski (2006)[8]: E (wymierający, krytycznie zagrożony); 2016: EN (zagrożony)[9].
- Kategoria zagrożenia w Polsce według Polskiej Czerwonej Księgi Roślin (2001): VU (vulnerable, narażony); 2014: EN (zagrożony)[10].